# Charlotte av Luxemburg
Charlotte av Luxemburg (Charlotte Adelgonde Elisabeth Marie Wilhelmine), född 23 januari 1896 på slottet Berg i Luxemburg, död 9 juli 1985 på slottet Fischbach, var regerande storhertiginna av Luxemburg mellan 1919 och 1964.

## Biografi

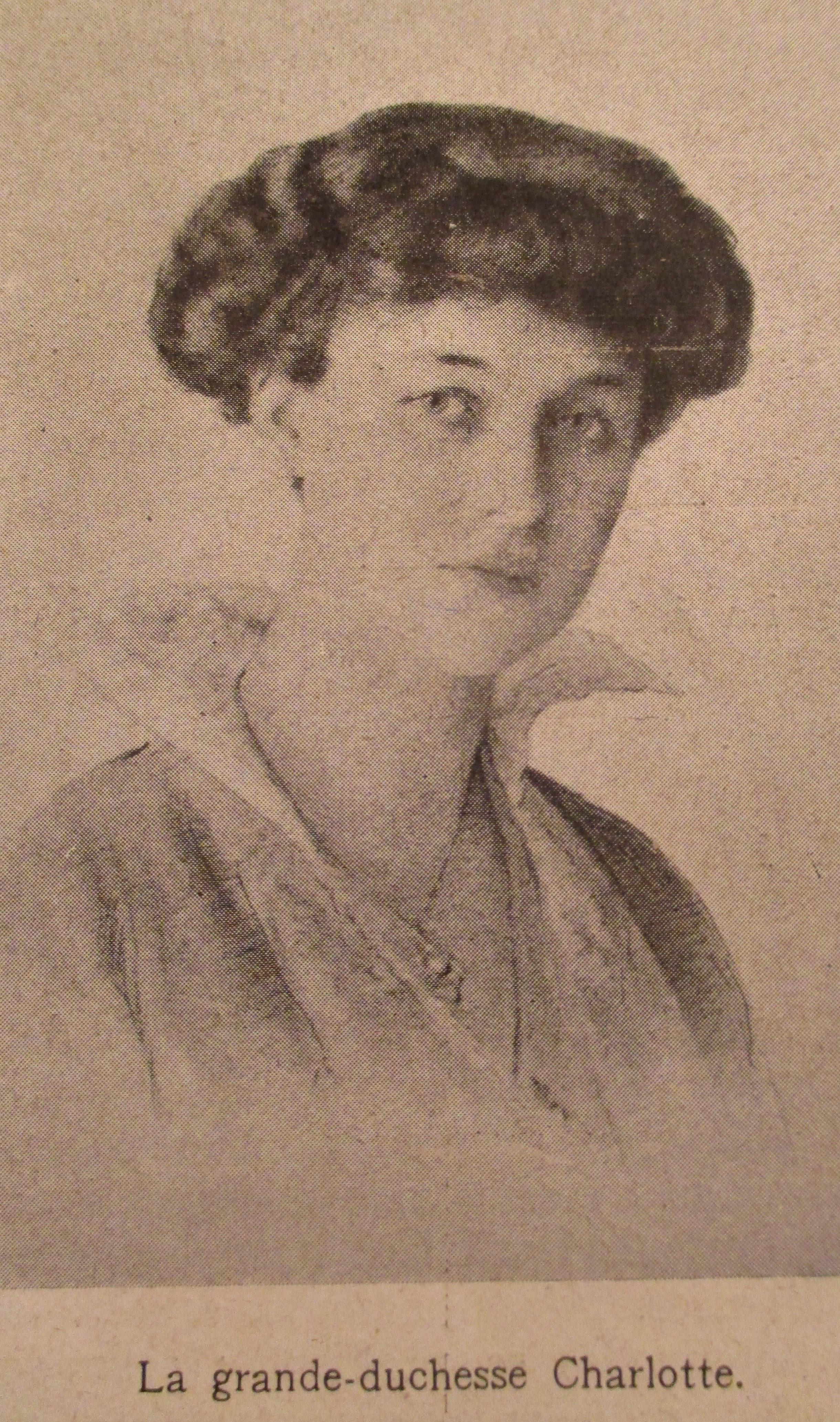
Charlotte 1919.

Charlotte föddes på slottet Berg . Hon var dotter till storhertig Vilhelm IV och Maria Anna av Portugal och näst äldst av sex systrar. Den 6 november 1919 gifte hon sig med sin kusin prins Felix av Bourbon-Parma (1893–1970) och fick med honom sex barn.

### Trontillträde
Charlotte uppsteg på tronen den 15 januari 1919 efter att hennes äldre syster Marie-Adélaïde hade tvingats abdikera under den revolutionära stämning som rådde i landet efter första världskriget, då hon ansågs ha samarbetat med de tyska ockupanterna. Den 28 september 1919 röstade 77,8 % av invånarna i Luxemburg för att behålla monarkin med Charlotte som regent. Samtidigt begränsades monarkens makt kraftigt genom en ny konstitution.
Till skillnad från sina företrädare var Charlotte inte politiskt aktiv. Under 1920- och 30-talen ägnade hon sig mycket åt olika sociala projekt för att lindra fattigdomen. Hon stödde också den urbana utvecklingen och restaurerade många offentliga byggnader, bland annat det storhertigliga palatset. 

### Andra världskriget
Efter andra världskrigets utbrott ockuperade Tyskland Luxemburg den 9 maj 1940 trots att landet förklarat sig neutralt. Charlotte sammankallade då ministrarna och fattade beslutet att placera regeringen under franskt beskydd. Hon lämnade landet med regeringen och sin familj kort före de tyska truppernas ankomst och evakuerades till sydvästra Frankrike, där hon upprättade en exilregering. På grund av Tysklands därpå följande framryckning i Frankrike kunde den franska regeringen snart inte längre garantera deras säkerhet, och de fick tillstånd av Spanien att färdas genom landet på villkor att de inte stannade på vägen. De fortsatte därefter till Lissabon i Portugal. 
Charlotte fick där ett erbjudande av Tyskland att återvända till Luxemburg och kvarstanna i sitt ämbete. På grund av Marie-Adélaïdes avskräckande exempel, då hon stannat i Luxemburg under den tyska ockupationen under förra kriget och sedan anklagats för kollaboration, avböjde Charlotte erbjudandet och fortsatte till Montréal, där hon 1940 upprättade en ny exilregering. Hon började därefter sända radiomeddelanden till Luxemburg via BBC i London, något som gjorde henne till en symbol för det moraliska motståndet mot ockupationen i hemlandet. 
USA:s president, Franklin D. Roosevelt skickade ett krigsfartyg för att hämta den storhertigliga familjen till USA, där de erbjöds en fristad. Mellan 1940 och 1941, fram till attacken på Pearl Harbor, turnerade Charlotte i USA där hon med Roosevelts stöd höll tal mot isolationismen. Hennes barn placerades i skola i Québec i Kanada. Charlotte återvände 1943 till Storbritannien, där Luxemburgs exilregering nu upprättades permanent. Hon började nu sända regelbundna radiosändningar för att stödja Luxemburgs invånare mot ockupationen.

### Efter kriget

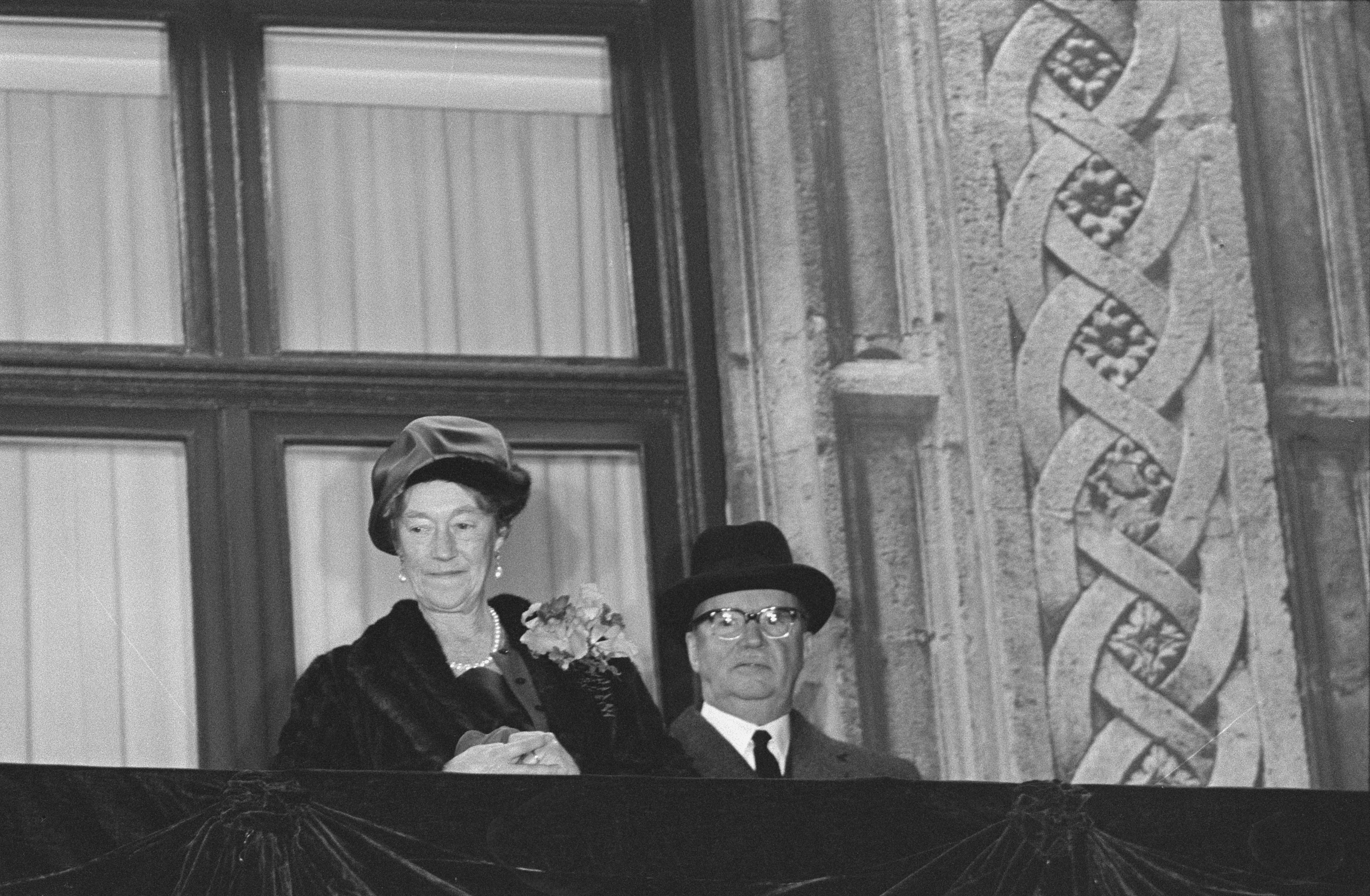
Charlotte med maken efter hennes abdikation 1964.

Efter krigsslutet 1945 återvände Charlotte med sin familj till Luxemburg och återinstallerades i sitt ämbete. Hon deltog i arbetet med att få fördelaktiga villkor då det gällde att återuppbygga landet genom Marshallplanen. Därefter ägnade hon sig främst åt representation.
1951 upphöjde Charlotte Sigvard, Carl Johan och Lennart Bernadotte till grevar av Wisborg efter att de förlorat sina svenska prinstitlar då de ingått äktenskap utan den svenske kungens tillstånd. Hennes farfar Adolf av Luxemburg hade 1892 tilldelat Oscar Bernadotte samma titel.
Charlotte abdikerade 1964 till förmån sin son, Jean. Hon drog sig därefter tillbaka till slottet Fischbach och ägnade sig åt sina kulturella intressen. Hon avled 1985 vid en ålder av 89 år och begravdes i katedralen Notre-Dame.

## Barn
1. Jean av Luxemburg (1921–2019), gift med prinsessan Josephine Charlotte av Belgien (1927–2005)
2. Elisabeth av Luxemburg (1922–2011), gift med Franz Ferdinand von Hohenberg
3. Marie-Adélaïde av Luxemburg (1924–2007), gift med Karl Josef Henckel von Donnersmarck
4. Marie-Gabrielle av Luxemburg (1925–2023), gift med Knud Johan Holstein til Ledreborg
5. Charles av Luxemburg (1927–1977), gift med Joan Douglas Dillon
6. Alix av Luxemburg (1929–2019), gift med Antoine de Ligne